# L-Bajonett

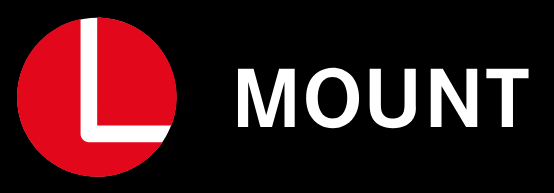
Logo des L-Bajonetts

Das L-Bajonett (englisch: “L-Mount”) definiert eine mechanische und digitale Schnittstelle zwischen Kameragehäuse und Objektiv.

## Entwicklung
Das entsprechende digitale Kamerasystem wurde von der Leica Camera AG entwickelt und im April 2014 erstmals in einem Produkt für das Leica TL-System mit Bildsensor im APS-C-Format verwendet. Auch das Leica-SL-System für Vollformatkameras verwendet dieses Bajonett seit 2015. Von anderen Herstellern gibt es Objektivadapter für das L-Bajonett.

## L-Bajonett-Allianz

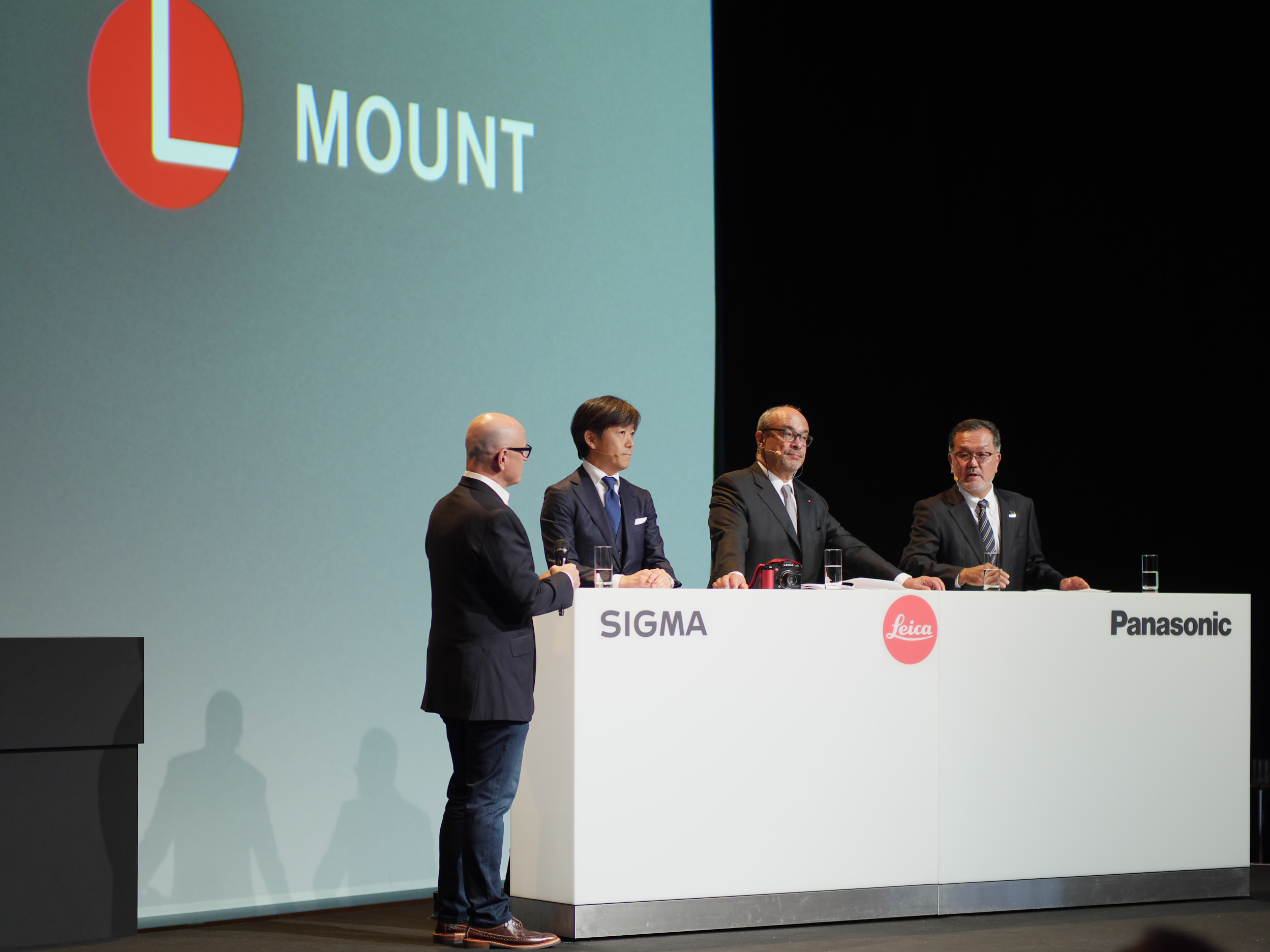
Kazuto Yamaki (Sigma), Andreas Kaufmann (Leica Camera) und Junichiro Kitagawa (Panasonic) bei der Ankündigung der L-Bajonett-Allianz am 25. September 2018 auf der photokina in Köln

Seit 2018 wird das L-Bajonett auch für Vollformatkameras der Hersteller Sigma und Panasonic verwendet. Diese L-Bajonett-Allianz wurde im September 2018 auf der Messe photokina bekanntgegeben, und Panasonic und Sigma kündigten Kameramodelle an. Es handelt sich um einen nicht-offenen Industriestandard von Leica, dem weitere Partner beitreten können.
Im Oktober 2021 trat die Ernst Leitz Wetzlar GmbH der Allianz bei, und am 15. Juni 2022 folgte der chinesische Fotodrohnen-Anbieter dji.
Im Juni 2022 wurde angekündigt, dass Leica und Panasonic ihre gemeinsamen Tätigkeiten innerhalb der Allianz erweitern werden. Unter Berücksichtigung des gleichen Anfangsbuchstabens von Leica und der Marke Lumix von Panasonic sollen in der Zusammenarbeit unter der Bezeichnung L2 Technology neue Technologien und Lösungen entwickelt werden.
Im Juli 2023 traten der japanische Videotechnikspezialist Astrodesign und der südkoreanische Objektivhersteller Samyang Optics der L-Bajonett-Allianz bei, wodurch sie auf nun insgesamt sieben Mitglieder angewachsen war.
Im September 2023 kündigte Blackmagic Design den Beitritt zur L-Bajonett-Allianz an und stellte eine professionelle Kamera mit L-Bajonett, die Cinema Camera 6K, vor.
Als neuntes Mitglied trat der Allianz am 20. März 2025 das auf anamorphische Objektive spezialisierte Sirui bei. Zuvor konstruierte dieses für das L-Bajonett nur manuell fokussierbare nicht-elektronische Objektive. Als erstes neue Objektiv in dieser Allianz stellte es das Autofokusobjektiv Aurora 85mm f/1.4 vor.

## Technische Daten
Das L-Bajonett hat einen Innendurchmesser von 51,6 Millimeter und ein Auflagemaß von 20,0 Millimeter. Der Bildkreis mit einem Durchmesser von 43,3 Millimetern und das Bildseitenverhältnis (3:2) entsprechen dem Kleinbildformat mit einer Bildbreite von 36 Millimetern und einer Bildhöhe von 24 Millimetern.
Der mechanische Objektivanschluss ist als Objektivbajonett mit vier Laschen ausgeführt. Die Energieversorgung vom Kameragehäuse für das Wechselobjektiv und der digitale Datenaustausch zwischen Objektiv und Kameragehäuse erfolgen über zehn elektrische Kontakte im oberen Bereich der Bajonettöffnung.

## Kameragehäuse

### APS-C

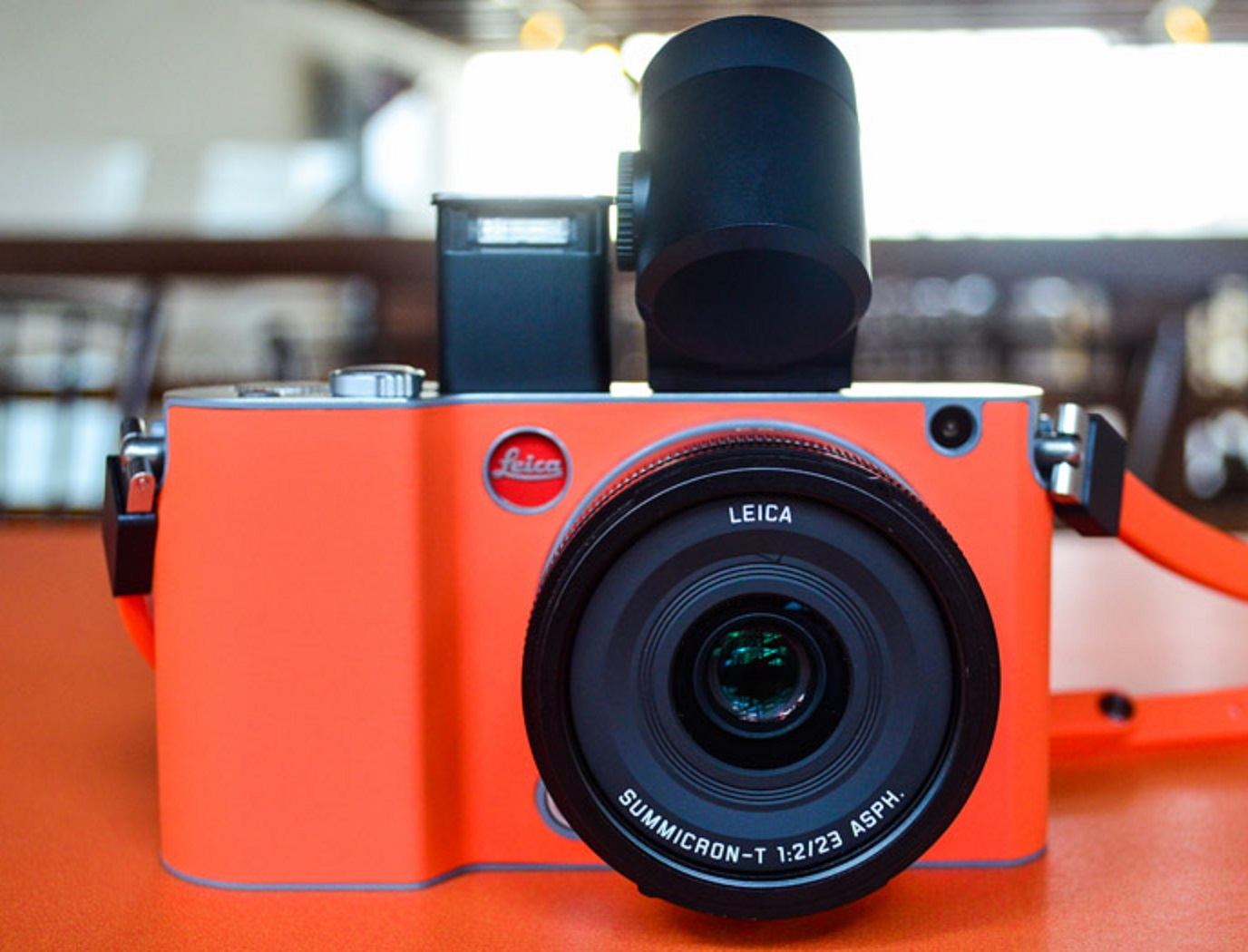
Leica T (701) mit L-Bajonett

Kameragehäuse mit einem kleineren Bildsensor im APS-C-Format gibt es seit 2014 von Leica. Nach dem Modell Leica T (701) folgten die Modelle Leica CL und Leica TL2.

### Vollformat

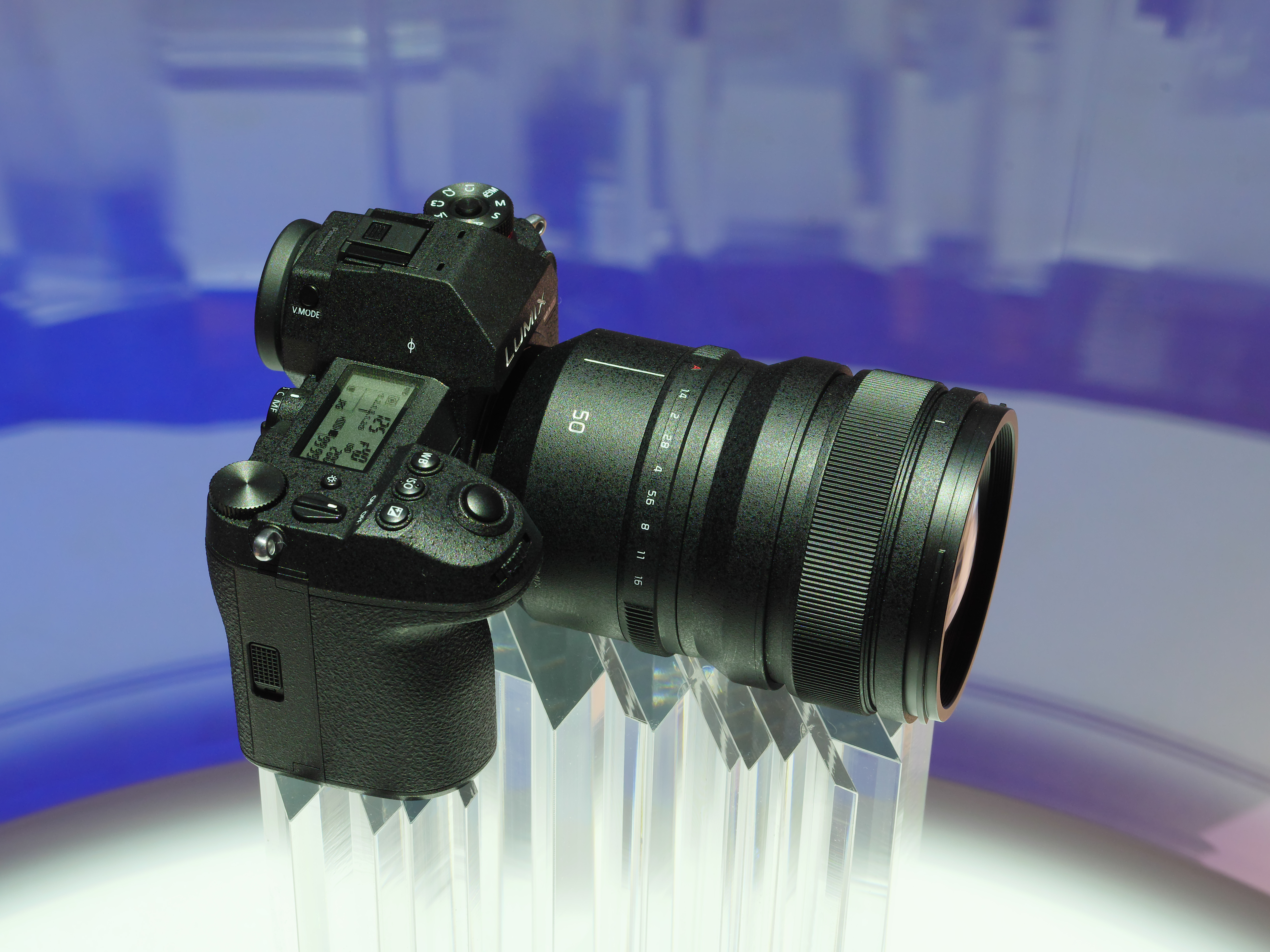
Kameragehäuse Panasonic Lumix S1R mit Objektiv 50 mm f/1,4

Leica bietet die Baureihe Leica SL an. 2015 erschien das Modell SL mit Vollformatsensor. Seit 2019 gibt es das Nachfolgemodell SL2, seit Dezember 2020 die SL2-S und seit März 2024 die SL3; diese drei (ab SL2) haben einen Bildstabilisator im Kameragehäuse. Seit 2019 sind von Panasonic die Kameragehäuse Lumix DC-S1, Lumix DC-S1R und Lumix DC-S1H lieferbar. Im September 2020 kam die Lumix DC-S5 hinzu. Im Januar 2023 stellte Panasonic deren Nachfolger Lumix DC-S5II / S5IIX vor, und im Mai 2024 erschien die Lumix DC-S9. Sigma bietet die Kameragehäuse fp und fp L an.

## Objektive
Panasonic, Leica und Sigma bieten L-Mount-Objektive für das Vollformat (Kleinbildformat) an, und Leica und Sigma außerdem einige, die nur für das APS-C-Format korrigiert sind. Die L-Mount-Objektive und Kameras sind untereinander vollständig kompatibel.

### APS-C
Leica-T/TL-Objektive leuchten nur die APS-C-Sensorfläche aus und sind nicht staub- und spritzwassergeschützt. Sigma-Objektive für APS-C sind an dem Kürzel „DC“ zu erkennen.

### Vollformat
Leica-SL-Objektive sind für Sensoren im Kleinbildformat ausgelegt. Der einzige äußere Unterschied zur APS-C-Variante besteht in einer zusätzlichen, äußeren Dichtung im SL-Bajonett auf der Objektivseite. Die Vollformatobjektive von Sigma sind mit „DG“ gekennzeichnet. Alle bisher vorgestellten Panasonic-L-Mount-Objektive sind für Vollformat ausgelegt.
Sigma hat im Februar 2019 elf lichtstarke Objektive mit fester Brennweite zwischen 14 und 135 Millimetern Brennweitenbereich angekündigt, weitere Objektive sollen folgen.

### Objektivadapter
Für das Leica-L-Bajonett sind Objektivadapter von Leica für das M-, R- und S-Bajonett erhältlich. Weiterhin gibt es Adapter von anderen Herstellern wie Novoflex. Von Sigma werden Objektivadapter von Canon EF und von Sigma SA auf das L-Bajonett am Kameragehäuse angeboten.

### Liste der Original-Objektive

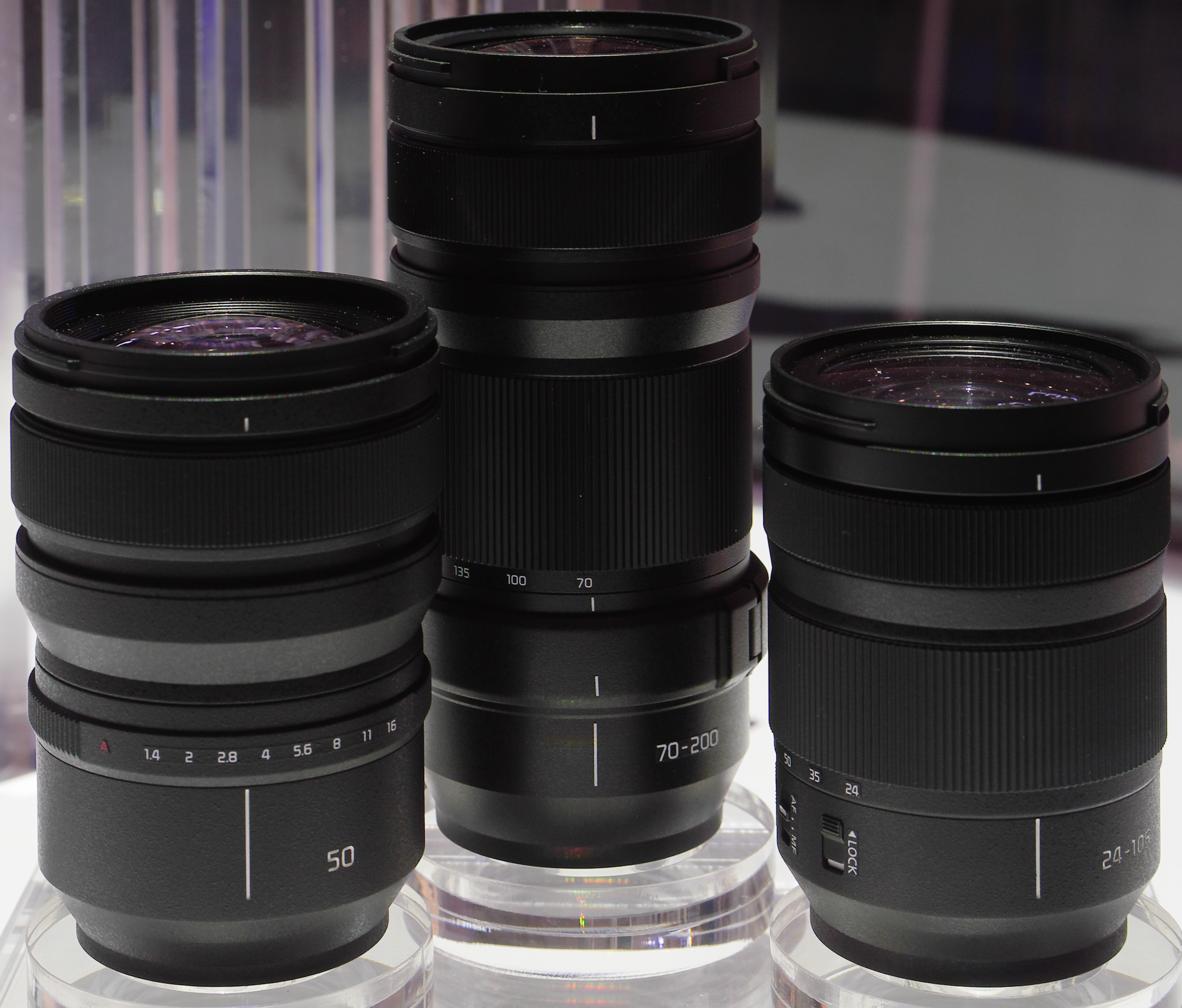
Lumix-S-Vollformat-Objektive von Panasonic mit L-Bajonett: 50 mm f/1,4, 70–200 mm und 24–105 mm

Nur Objektive von Leica, Panasonic und Sigma sind aufgelistet, aber auch einige Fremdhersteller wie 7artisans, Laowa und Meyer-Optik bieten L-Mount-Objektive an.

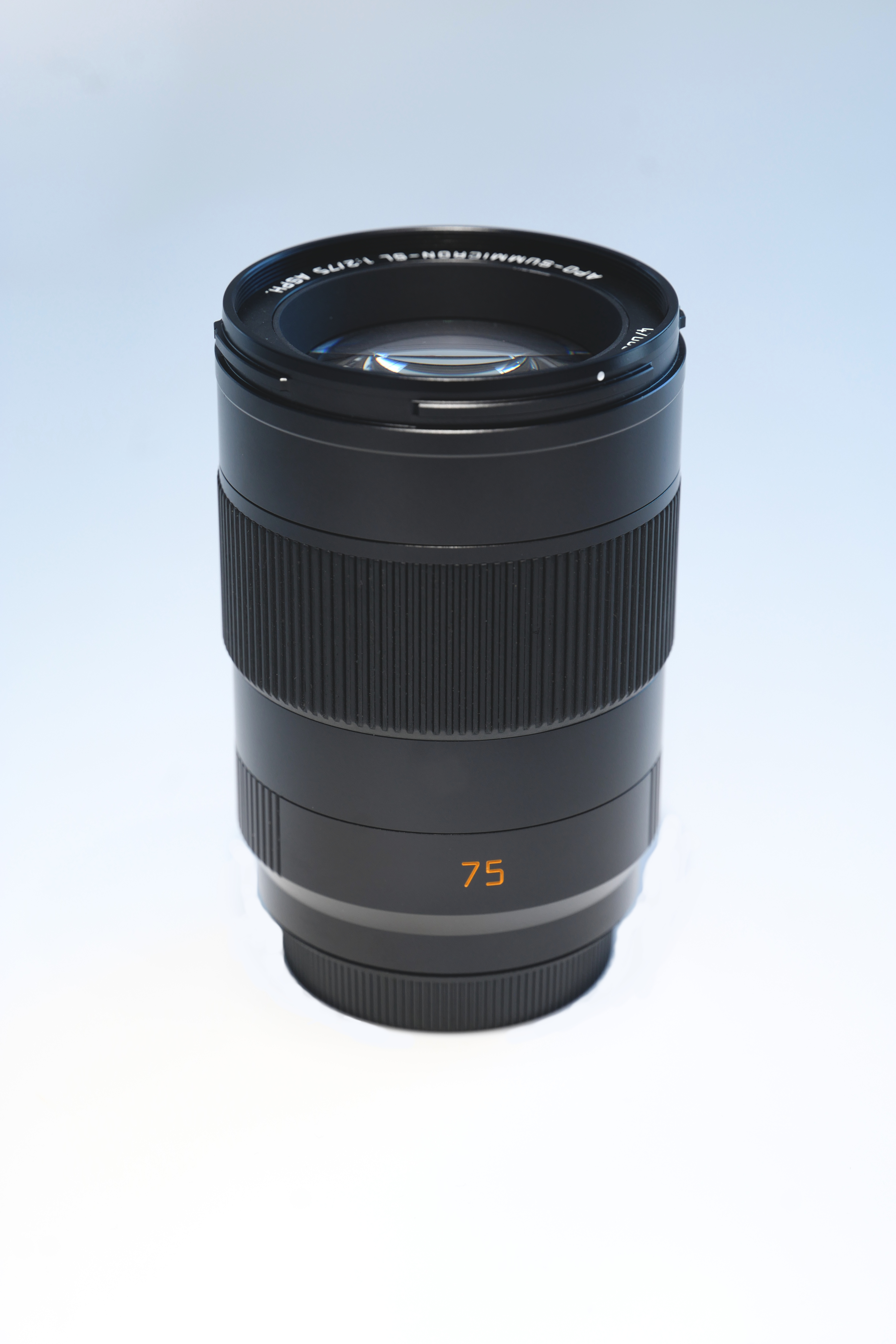
APO-Summicron-SL 1:2/75 ASPH.

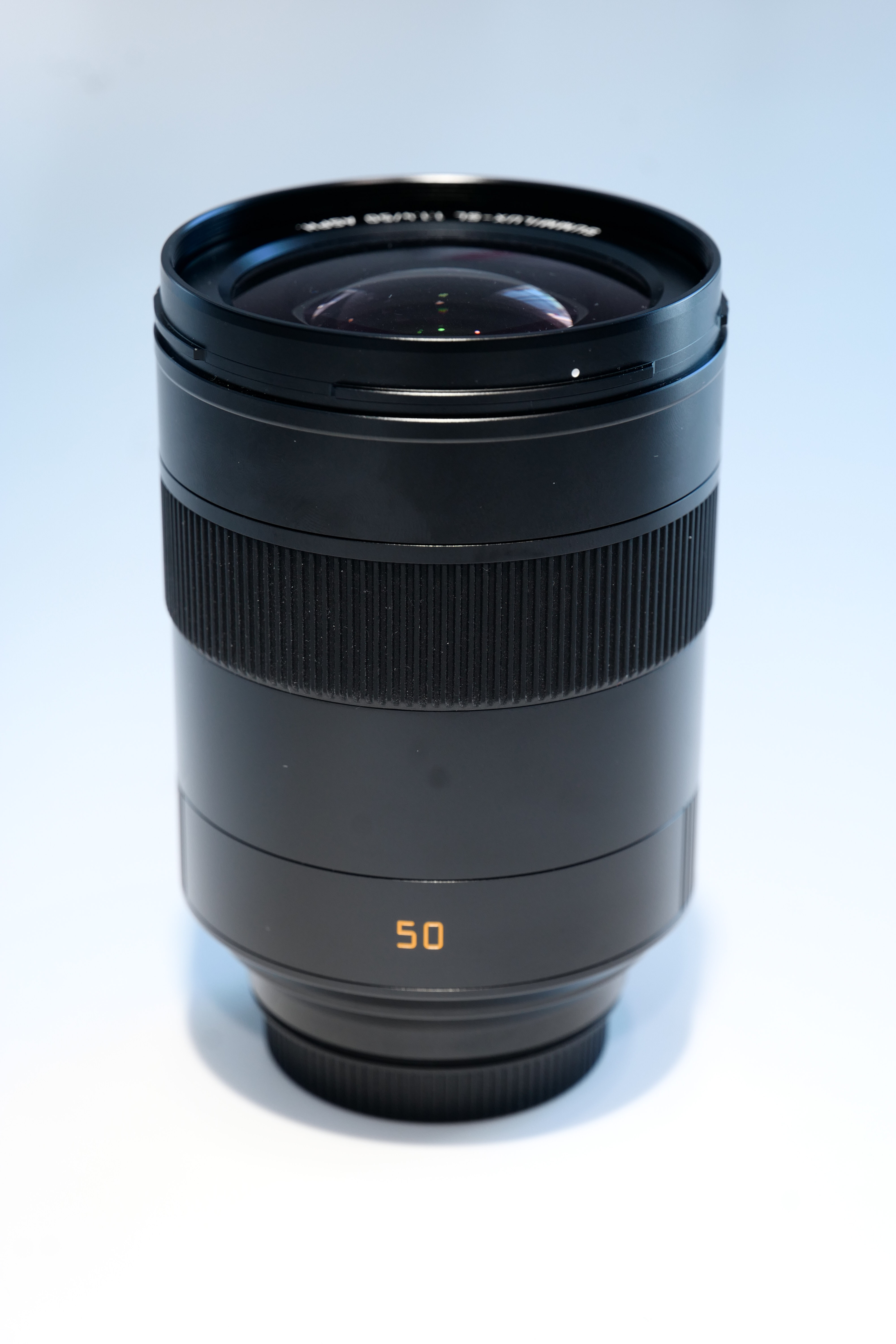
Leica SUMMILUX-SL 1:1.4/50 ASPH.

#### Leica Vollformat
- Super-APO-Summicron-SL 21 mm 2,0 ASPH
- APO-Summicron-SL 28 mm 2,0 ASPH
- APO-Summicron-SL 35 mm 2,0 ASPH
- Summicron-SL 35 mm 2,0 ASPH
- Summilux-SL 50 mm 1,4 ASPH
- APO-Summicron-SL 50 mm 2,0 ASPH
- Summicron-SL 50 mm 2,0 ASPH
- APO-Summicron-SL 75 mm 2,0 ASPH
- APO-Summicron-SL 90 mm 2,0 ASPH

- Super-Vario-Elmarit-SL 14-24 mm 2,8 ASPH
- Super-Vario-Elmar-SL 16–35 mm 3,5-4,5 ASPH
- Vario-Elmarit-SL 24–70 mm 2,8 ASPH
- Vario-Elmarit-SL 24–90 mm 2.8-4.0 ASPH
- APO-Elmarit-SL 90–280 mm 2,8-4.0 ASPH
- Vario-Elmar-SL 100-400 mm 5.0-6.3 (für dieses ist der Extender L 1.4× erhältlich)

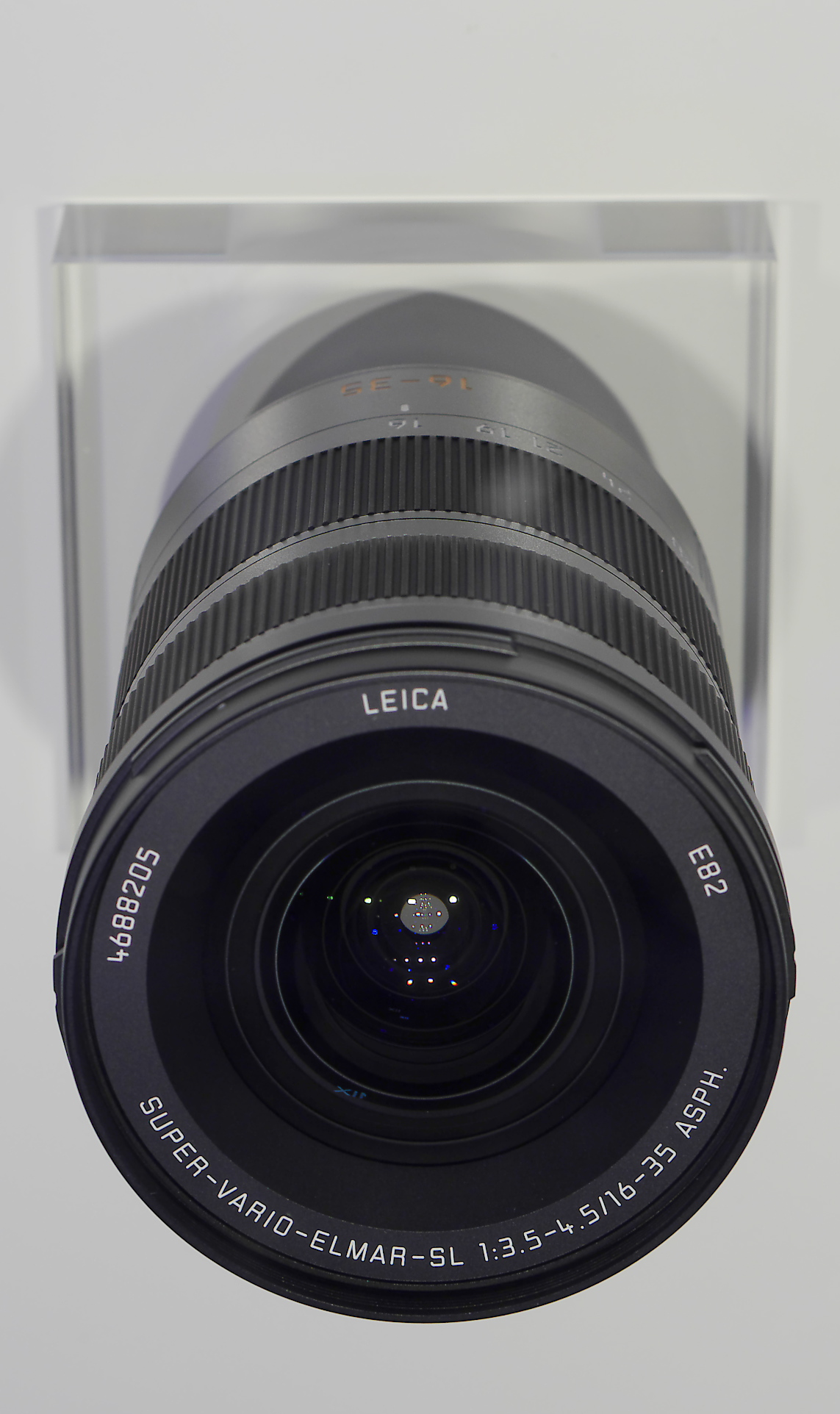
Leica Super-Vario-Elmar-SL 16-35 mm 1:3,5-4,5, Ultraweitwinkelzoomobjektiv für das L-Bajonett-System

#### Panasonic Vollformat
- Lumix S 18 mm 1,8
- Lumix S 24 mm 1,8
- Lumix S 26 mm 8,0
- Lumix S 35 mm 1,8
- Lumix S Pro 50 mm 1,4
- Lumix S 50 mm 1,8
- Lumix S 85 mm 1,8
- Lumix S 100 mm 2,8 Macro (1:1)

- Lumix S 14-28 mm 4,0-5,6 Macro
- Lumix S Pro 16–35 mm 4,0
- Lumix S 18-40 mm 4,5-6,3
- Lumix S 20–60 mm 3,5-5,6
- Lumix S 24-60 mm 2,8
- Lumix S Pro 24–70 mm 2,8
- Lumix S 24–105 mm 4,0 Macro OIS
- Lumix S 28–200 mm 4,0-7,1 Macro OIS
- Lumix S Pro 70–200 mm 2,8 OIS
- Lumix S Pro 70–200 mm 4,0 OIS
- Lumix S 70–300 mm 4,5-5,6 Macro OIS

#### Sigma Vollformat
- Art 14 mm 1,4 DG DN
- Art 14 mm 1,8 DG HSM
- Art 15 mm 1,4 DG DN Fisheye
- Art 20 mm 1,4 DG DN
- Art 20 mm 1,4 DG HSM
- Art 24 mm 1,4 DG DN
- Art 24 mm 1,4 DG HSM
- Art 28 mm 1,4 DG HSM
- Art 35 mm 1,2 DG DN
- Art 35 mm 1,4 DG DN
- Art 35 mm 1,4 DG HSM
- Art 40 mm 1,4 DG HSM
- Art 50 mm 1,2 DG DN
- Art 50 mm 1,4 DG DN
- Art 50 mm 1,4 DG HSM
- Art 70 mm 2,8 DG HSM Macro
- Art 85 mm 1,4 DG DN
- Art 85 mm 1,4 DG HSM
- Art 105 mm 2,8 DG DN Macro
- Art 105 mm 1,4 DG HSM
- Art 135 mm 1,8 DG HSM
- Contemporary 17 mm 4,0 DG DN
- Contemporary 20 mm 2,0 DG DN
- Contemporary 24 mm 2,0 DG DN
- Contemporary 24 mm 3,5 DG DN
- Contemporary 35 mm 2,0 DG DN
- Contemporary 45 mm 2,8 DG DN
- Contemporary 50 mm 2,0 DG DN
- Contemporary 65 mm 2,0 DG DN
- Contemporary 90 mm 2,8 DG DN
- Sports 500 mm 5,6 DG DN OS

- Art 14–24 mm 2,8 DG DN
- Art 24–70 mm 2,8 DG DN
- Art 24–70 mm 2,8 DG DN Mk. II
- Art 28–105 mm 2,8 DG DN
- Art 28–45 mm 1,8 DG DN
- Contemporary 16-28 mm 2,8 DG DN
- Contemporary 28-70 mm 2,8 DG DN
- Contemporary 100–400 mm 5,0-6,3 DG DN OS
- Sports 60-600 mm 4,5-6,3 DG DN OS
- Sports 70-200 mm 2,8 DG DN OS
- Sports 150-600 mm 5,0-6,3 DG DN OS
- Sports 300-600 mm 4,0 DG OS

#### Leica APS-C
- Elmarit-TL 18 mm 2,8 ASPH
- Summicron-TL 23 mm 2.0 ASPH
- Summilux-TL 35 mm 1,4 ASPH
- APO-Macro-Elmarit-TL 60 mm 2,8 ASPH

- Super-Vario-Elmar-TL 11–23 mm 3,5-4,5 ASPH
- Vario-Elmar-TL 18–56 mm 3,5-5,6 ASPH
- APO-Vario-Elmar-TL 55–135 mm 3,5-4,5 ASPH

#### Sigma APS-C
- Contemporary 16 mm 1,4 DC DN
- Contemporary 23 mm 1,4 DC DN
- Contemporary 30 mm 1,4 DC DN
- Contemporary 56 mm 1,4 DC DN

- Art 17-40 mm 1,8 DC
- Contemporary 10–18 mm 2,8 DC DN
- Contemporary 16–300 mm 3,5-6,7 DC OS
- Contemporary 18–50 mm 2,8 DC DN

## Auszeichnungen
Im März 2019 wurde das Modell Panasonic Lumix DC-S1 vom Fotopresseverband Technical Image Press Association (TIPA) als beste Kamera mit Vollformatsensor für Foto/Video mit dem TIPA World Award 2019 ausgezeichnet.
Im August 2019 wurde das Modell Panasonic Lumix DC-S1R von der Expert Imaging and Sound Association (EISA) als beste Vollformatkamera für Fortgeschrittene mit dem EISA-Award 2019/2020 ausgezeichnet.